# Mohommed Rayyan
El coronel Mohommed Rayyan (1955-1986), apodado "Sky Falcon", fue un piloto de combate de la Fuerza Aérea Iraquí durante la guerra Irán-Irak, que anotó 10 derribos contra aviones iraníes en combates aéreos, haciendo de él un as y el más exitoso piloto de combate iraquí de esa guerra.
La carrera de Rayyan, empezó, mientras fue teniente de vuelo de un MiG-21MF, durante la fase inicial de la guerra, afirmó haber derribados a dos combatientes iraníes, (que más tarde fueron confirmados) las victorias se dieron contra cazas ligeros F-5E Freedom Fighters iraníes en 1980. Más tarde, siendo ascendido al rango de capitán, logró clasificar como piloto en el MiG-25P en 1981 y durante los siguientes años, se convirtió en un gran piloto en la nueva variante de MiG-25PD, logrando anotar unas 8 victorias aéreas (4 verificado por fuentes occidentales). La mayoría de sus victorias eran sobre F-4D/E Phantoms II. Después de haber volado el MiG-25 era evidente de su gran habilidad, además, como los "asesores" soviéticos que estaban estacionados en Irak, específicamente para limitar el acceso de este jet avanzado por los iraquíes, y sólo los mejores pilotos de la IQAF tenía el permiso de volar.
En 1986, después de haber alcanzado el rango de coronel, Rayyan fue derribado por un Grumman F-14A Tomcat de la IRIAF, falleciendo en el proceso.
Sus 8 victorias de combate aéreo hacen de Rayyan el más exitoso piloto de MiG-25 de combate que haya existido nunca.
Rayyan es el segundo piloto de la guerra Irán-Irak con más victorias aéreas, solo por detrás del teniente de la IRIAF, el piloto iraní Jalil Zandi, quien derribo en total 11 aviones de la IQAF durante toda la guerra con su F-14A Tomcat.